# Geun-bi Yi
Geun-bi Yi, död efter 1388, var Koreas drottning 1379-1388, gift med kung Chang av Goryeo. Hennes make avsattes 1388. Alla hans hustrur sändes då hem till sina födelsefamiljer med undantag av hans huvudhustru och drottning. Hennes make och hans far mördades 1389, ett år efter kuppen. 